# Silas Aaron Hardoon

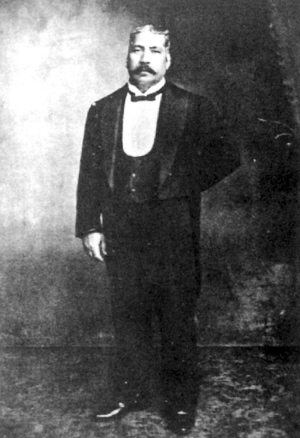
Silas Aaron Hardoon

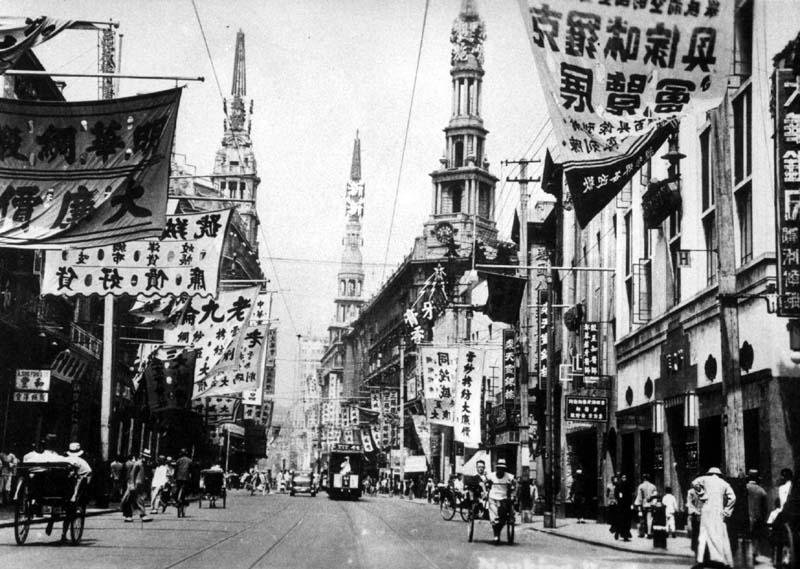
Die Nanking Road in den 1930er Jahren

Silas Aaron Hardoon, geboren als Sileh Hardoon, (* 1851 in Bagdad oder Al-Amarah; † 19. Juni 1931 in Shanghai) war ein vermögender Geschäftsmann in Shanghai. Er galt zu Lebzeiten als der reichste Mann Asiens.

## Vermögen durch Opium und Immobilien
Silas Hardoon entstammte einer armen Familie irakischer Juden sefardischer Abstammung. Von dort zog seine Familie nach Bombay, wo er eine Schule besuchte, die David Sassoon finanziert hatte. 1868 ging Hardoon nach Shanghai, wo er für David Sassoon & Company als Geldeintreiber und Wachmann arbeitete. Er arbeitete sich schnell in dem Unternehmen hoch, da er Talent für Immobiliengeschäfte zeigte. 1882 verließ er das Unternehmen und gründete eine Handelsfirma, die sich auf Baumwolle spezialisierte. Auf Grund mangelnden Erfolgs musste Hardoon aber nach drei Jahren aufgeben und bei E. D. Sassoon's and Company eine Anstellung als Manager ihrer Niederlassung in Shanghai annehmen. Ab den frühen 1890er Jahren war er für das Immobiliengeschäft und den Opiumimport des Unternehmens in Shanghai verantwortlich. Nebenher investierte er auch privat Ersparnisse in Immobilien. Ein chinesischer Immobilienboom veranlasste Hardoon dieses Unternehmen 1920 zu verlassen und sich im Immobilienhandel zu betätigen. Im Chinesischen wurde diese Art Geschäftsleute „Tu“-Händler genannt, wobei „Tu“ sowohl Opium wie Immobilien bezeichnet.
Allein 1908 verdiente Hardoon mehrere Millionen Dollar, als ein Opiumverbot drohte, die anderen Händler ihre Vorräte verkauften, er selbst aber deren Opium billig aufkaufte. Als das Verbot nicht durchgesetzt werden konnte, verkaufte Hardoon sein Opium zu höheren Preisen. Kluge Investitionen seiner Gewinne, besonders in Grundstücke und Immobilien an der wichtigsten Einkaufsstraße von Shanghai, der Nanking Road, machten ihn zu einem der reichsten Bürger der Stadt. Dort vermietete Hardoon auch Wohnungen an Chinesen, und selbst als er schon Milliardär war, trieb er persönlich ausstehende Mieten ein.
Es ist unklar, welche Staatsangehörigkeit Hardoon hatte. Von Geburt war er Iraker, und es ist nicht bekannt, dass er diese Staatsangehörigkeit aufgegeben hat. Es ist möglich, dass er zusätzlich die britische Staatsangehörigkeit besaß.

## Vorliebe für China

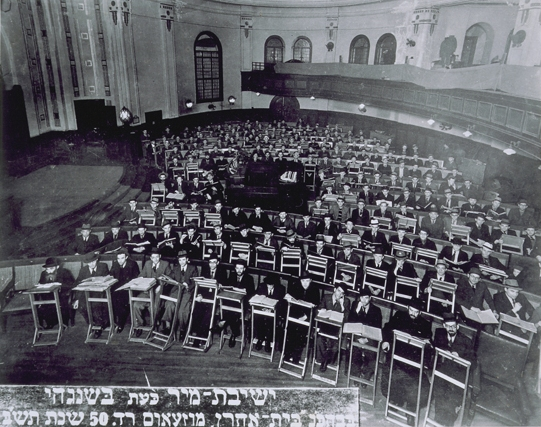
Studenten und Lehrer in der Synagoge Beth Araron in Shanghai

1880 heiratete Hardoon Luo Jualing (geboren als Lisa Roos 1864–1941), die illegitime Tochter einer Chinesin und des Franzosen Isaac Roos, der vermutlich auch jüdisch war. Luo Jualing soll als Prostituierte gearbeitet haben, und Hardoon setzte sich mit dieser Heirat über damalige Konventionen hinweg: „Hardoon wurde geliebt und gehasst, verflucht und gelobt, doch wenige Leute kannten ihn gut. […] Er vereinte in sich den Glauben und die Hoffnungen aller, ein begabter Mann, der sein Leben in seiner exotischen Umgebung so lebte, wie er es für richtig hielt.“ Seine Frau führte ihn in Religion, Traditionen und Gebräuche ihrer chinesischen Vorfahren ein.
Das Paar lebte in Shanghai im Aili Yuan, einem Haus in einer perfekt nachgebildeten chinesischen Landschaft mit Pavillons, Pagoden, künstlichen Hügeln, Felsen und Grotten, die ein buddhistischer Mönch entworfen hatte, der auch Hardoons geistiger Berater war. Um die Ruhe in der Anlage, auch Hardoon Garden genannt, nicht zu stören, wurde die Strecke der Straßenbahn geändert. Die Anlage befand sich an der Bubbling Well Road (heute Nanjing Lu), wo viele Europäer ihre Anwesen hatten. Während diese jedoch versuchten, sich in ihrem Lebensstil von den Chinesen abzugrenzen und sich ein kleines Stück Europa zu schaffen, versuchte Hardoon, sich mit der ihn umgebenden chinesischen Welt vertraut zu machen. Ab 1911, dem Ende der Qing-Dynastie, suchten im Aili-Garten Chinesen verschiedener Herkunft und politischer Richtungen Unterschlupf, vom geflohenen Mandarin bis zum Revolutionär der ersten Stunde. Er stellte ehemalige kaiserliche Dienstboten, darunter auch Eunuchen, in seinem Haus an. Dieser Versuch, sich möglichst chinesisch zu geben und gute Beziehungen zu den Chinesen zu unterhalten, geschah sowohl aus Überzeugung wie auch geschäftlichem Eigennutz. Hardoon war für seine gute Beziehungen sowohl zu den chinesischen Geschäftsleuten in Shanghai wie auch zu verschiedenen Machthabern in China bekannt.
Zwischen 1909 und 1913 unterstützten die Hardoons die Herausgabe von buddhistischen Kanons. 1915 wurde auf dem Gelände des Aili-Gartens eine traditionelle chinesische Schule eingerichtet, mehrere Kulturverbände sowie ein Verlag. Der Verlag veröffentlichte Zeitschriften, ein Kangxi-Lexikon sowie eine hochgeschätzte Übersetzung des Korans ins Chinesische. Im ersten Band des Korans ist Hardoon in traditioneller chinesischer Kleidung abgebildet. Für diese und zahlreiche weitere finanzielle Wohltaten wurde Hardoon in den 1920er Jahren mehrfach von der chinesischen Regierung geehrt. Das Ehepaar hatte keine eigenen Kinder; zunächst adoptierte Luo Jualing mehrere Kinder chinesischer Herkunft, die ihren Namen übernahmen, und nach 1919 adoptierte das Ehepaar gemeinsam elf Kinder. Die meisten dieser Kinder waren jüdisch-russischer Herkunft oder Kinder von „weißen Russen“, die den Hardoons von verarmten Familien übergeben worden waren, nachdem sie während der Oktoberrevolution nach China geflohen waren.
Während die Europäer in Shanghai Silas Hardoon als Sonderling oder Exzentriker sahen, war die dortige jüdische Gemeinde über sein Verhalten verärgert. Zwar hatte Hardoon 1927 zur Erinnerung an seinen Vater die Synagoge Beth Araron bauen lassen, hinterließ aber der Gemeinde bei seinem Tod kaum oder nur wenig Geld. Seine Beerdigung wurde nach jüdischem Ritus durchgeführt, aber auch buddhistische Mönche nahmen daran teil, was die jüdische Gemeinde als Skandal empfand. Einen Monat später führten die Chinesen noch eine eigene Trauerfeier durch. „Kein anderer Ausländer dürfte im kollektiven Gedächtnis der Shanghailänder größere Spuren hinterlassen haben als Hardoon.“ Hardoon war der einzige nicht-chinesische Charakter, der jemals in einer Peking-Oper dargestellt wurde.

## Nach Hardoons Tod
Zum Zeitpunkt seines Todes wurde Hardoon auf ein persönliches Vermögen geschätzt, das nach heutiger Rechnung rund 15 Milliarden Dollar betrug. Er galt als reichster Mann Asiens, wenn nicht der ganzen Welt. Mit seinem Tod begannen jahrelange Erbstreitigkeiten, weil ferne Verwandte aus dem Irak Ansprüche anmeldeten. Sie wurden von der jüdischen Gemeinschaft in Shanghai mit dem Argument unterstützt, dass Luo Jialing keine Jüdin und deshalb die Heirat nicht rechtsgültig sei. Luo Jialing wiederum enterbte kurzzeitig den Adoptivsohn George Hardoon, den Haupterben von Silas Hardoon. Nach dem Tode von Luo Jialing nahmen die Streitigkeiten ihren Fortgang, bis die Luo- und die Hardoon-Kinder mehrere Vereinbarungen zur Aufteilung unterschrieben. Mit der Gründung der Volksrepublik China ging ein Großteil des Vermögens verloren, da es hauptsächlich aus Immobilien bestand. 1958 wurde das Gebäude der Chinesisch-Sowjetischen Freundschaft auf dem Gelände des Aili-Gartens errichtet; es ist heute als Shanghai Exhibition Centre bekannt. Das ursprüngliche Gebäude und die Gärten waren wenige Jahre nach Hardoons Tod abgebrannt.